# Medigidiella hebraea
Medigidiella hebraea is een vlokreeftensoort uit de familie van de Bogidiellidae. De wetenschappelijke naam van de soort is voor het eerst geldig gepubliceerd in 1963 door Ruffo.